# Shakuhachi
O shakuhachi (em japonês: 尺八) é uma flauta longitudinal japonesa feita de bambu. Foi desenvolvida no Japão no século XVI e é chamada de fuke shakuhachi (普化尺八). Uma flauta de bambu conhecida como kodai shakuhachi (古代尺八, antigo shakuhachi) ou gagaku shakuhachi (雅楽尺八) foi derivada do xiao chinês no Período Nara e desapareceu no século X. Após um longo período, o hitoyogiri shakuhachi (一節切尺八) apareceu no século XV e, em seguida, no século XVI, o fuke shakuhachi foi desenvolvido no Japão. O fuke shakuhachi floresceu no século XVIII durante o Período Edo e, eventualmente, o hitoyogiri shakuhachi também desapareceu. O fuke shakuhachi desenvolvido no Japão é mais longo e mais grosso que o kodai shakuhachi e tem um orifício para o dedo a menos. É mais longo e mais grosso que o hitoyogiri shakuhachi e é superior em volume, alcance, escala e qualidade de tom. Hoje, como o shakuhachi geralmente se refere apenas ao fuke shakuhachi, a teoria de que o shakuhachi é um instrumento exclusivo do Japão é amplamente aceita.